# Tour de Norvège féminin 2021
La 7e édition du Tour de Norvège féminin a lieu du 12 août au 15 août 2021. Elle fait partie de l'UCI World Tour.
Kristen Faulkner, échappée, parvient à résister au retour du peloton pour s'imposer avec la plus faible des marges sur la première étape. Dans une configuration similaire, Riejanne Markus s'impose devant les sprinteuses le lendemain. Dans l'étape reine, arrivant au sommet du Norefjell, Annemiek van Vleuten s'impose et prend la tête du classement général. La dernière étape est remportée par Chloe Hosking au sprint. Au classement général, Annemiek van Vleuten gagne devant Ashleigh Moolman et Kristen Faulkner. Alison Jackson remporte le classement par points,  Nina Buysman celui de la meilleure grimpeuse et Niamh Fisher-Black celui de la meilleure jeune. SD Worx est la meilleure équipe.

## Parcours
Seule la troisième étape présente un dénivelé significatif avec l'arrivée en haut de Norefjell.

## Équipes
| UCI Women's WorldTeams (9)- Alé BTC Ljubljana - Team BikeExchange - Canyon-SRAM Racing - Team DSM - FDJ-Nouvelle Aquitaine-Futuroscope - Liv Racing - Movistar Team - SD Worx - Trek-Segafredo Équipes féminines continentales (9)- Andy Schleck-CP NVST-Immo Losch - Bingoal Casino-Chevalmeire - Hitec Products - Drops-Le col - Jumbo-Visma - Parkhotel Valkenburg - Plantur-Pura - Tibco-Silicon Valley Bank - Valcar-Travel & Service Équipe nationale- Norvège |
| |

## Étapes
| Étape     | Date    | Villes étapes       | type              | Distance (km) | Vainqueur d'étape    | Leader du classement général |
| --------- | ------- | ------------------- | ----------------- | ------------- | -------------------- | ---------------------------- |
| 1re étape | 12 août | Halden – Sarpsborg  | étape de plaine   | 141,5         | Kristen Faulkner     | Kristen Faulkner             |
| 2e étape  | 13 août | Askim – Mysen       | étape de plaine   | 145,2         | Riejanne Markus      | Riejanne Markus              |
| 3e étape  | 14 août | Drammen – Norefjell | étape de montagne | 145           | Annemiek van Vleuten | Annemiek van Vleuten         |
| 4e étape  | 15 août | Drøbak – Halden     | étape de plaine   | 141,6         | Chloe Hosking        | Annemiek van Vleuten         |

## Déroulement de la course

### 1reétape
Après le premier sprint intermédiaire, au kilomètre trente-et-un, Anna Christian, Natalie van Gogh et Nina Buysman s'échappent. Elles sont rejointes plus loin par Kristen Faulkner et Tiril Jørgensen. Leur avance atteint quatre minutes trente. À mi-course, Ann Helen Olsen sort en poursuite. Alors que le peloton se rapproche, Kristen Faulkner sort seule. Elle compte vingt seconde d'avance à trois tours de l'arrivée. L'écart grandit à la minute un tour plus loin. Elle s'impose avec les sprinteuses sur ses talons, Susanne Andersen prenant la seconde place.
| \| Classement de l'étape \| Classement de l'étape \| Classement de l'étape \| Classement de l'étape \| Classement de l'étape \| \| Coureuse \| Coureuse \| Pays \| Équipe \| Temps \| \| --------------------- \| --------------------- \| --------------------- \| ---------------------------------- \| --------------------- \| \| 1re \| Kristen Faulkner \| États-Unis \| Tibco-Silicon Valley Bank \| 3 h 38 min 15 s \| \| 2e \| Susanne Andersen \| Norvège \| Team DSM \| + 0 s \| \| 3e \| Alice Barnes \| Royaume-Uni \| Canyon-SRAM Racing \| + 0 s \| \| 4e \| Cecilie Uttrup Ludwig \| Danemark \| FDJ-Nouvelle Aquitaine-Futuroscope \| + 0 s \| \| 5e \| Femke Markus \| Pays-Bas \| Parkhotel Valkenburg \| + 0 s \| \| 6e \| Lucinda Brand \| Pays-Bas \| Trek-Segafredo \| + 0 s \| \| 7e \| Annemiek van Vleuten \| Pays-Bas \| Movistar Team \| + 0 s \| \| 8e \| Roxane Fournier \| France \| SD Worx \| + 0 s \| \| 9e \| Barbara Guarischi \| Italie \| Movistar Team \| + 0 s \| \| 10e \| Sofia Bertizzolo \| Italie \| Liv Racing \| + 0 s \| |                       |             |                                    |                 |
| |                       |             |                                    |                 |
| Source : ProCyclingStats |                       |             |                                    |                 |
| Classement de l'étape |                       |             |                                    |                 |
| Coureuse | Coureuse              | Pays        | Équipe                             | Temps           |
| 1re | Kristen Faulkner      | États-Unis  | Tibco-Silicon Valley Bank          | 3 h 38 min 15 s |
| 2e | Susanne Andersen      | Norvège     | Team DSM                           | + 0 s           |
| 3e | Alice Barnes          | Royaume-Uni | Canyon-SRAM Racing                 | + 0 s           |
| 4e | Cecilie Uttrup Ludwig | Danemark    | FDJ-Nouvelle Aquitaine-Futuroscope | + 0 s           |
| 5e | Femke Markus          | Pays-Bas    | Parkhotel Valkenburg               | + 0 s           |
| 6e | Lucinda Brand         | Pays-Bas    | Trek-Segafredo                     | + 0 s           |
| 7e | Annemiek van Vleuten  | Pays-Bas    | Movistar Team                      | + 0 s           |
| 8e | Roxane Fournier       | France      | SD Worx                            | + 0 s           |
| 9e | Barbara Guarischi     | Italie      | Movistar Team                      | + 0 s           |
| 10e | Sofia Bertizzolo      | Italie      | Liv Racing                         | + 0 s           |

| \| Classement général \| Classement général \| Classement général \| Classement général \| Classement général \| \| Coureuse \| Coureuse \| Pays \| Équipe \| Temps \| \| ------------------ \| --------------------- \| ------------------ \| ---------------------------------- \| ------------------ \| \| 1re \| Kristen Faulkner \| États-Unis \| Tibco-Silicon Valley Bank \| 3 h 38 min 05 s \| \| 2e \| Susanne Andersen \| Norvège \| Team DSM \| + 4 s \| \| 3e \| Alice Barnes \| Royaume-Uni \| Canyon-SRAM Racing \| + 6 s \| \| 4e \| Cecilie Uttrup Ludwig \| Danemark \| FDJ-Nouvelle Aquitaine-Futuroscope \| + 10 s \| \| 5e \| Femke Markus \| Pays-Bas \| Parkhotel Valkenburg \| + 10 s \| \| 6e \| Lucinda Brand \| Pays-Bas \| Trek-Segafredo \| + 10 s \| \| 7e \| Annemiek van Vleuten \| Pays-Bas \| Movistar Team \| + 10 s \| \| 8e \| Roxane Fournier \| France \| SD Worx \| + 10 s \| \| 9e \| Barbara Guarischi \| Italie \| Movistar Team \| + 10 s \| \| 10e \| Sofia Bertizzolo \| Italie \| Liv Racing \| + 10 s \| |                       |             |                                    |                 |
| |                       |             |                                    |                 |
| Source : ProCyclingStats |                       |             |                                    |                 |
| Classement général |                       |             |                                    |                 |
| Coureuse | Coureuse              | Pays        | Équipe                             | Temps           |
| 1re | Kristen Faulkner      | États-Unis  | Tibco-Silicon Valley Bank          | 3 h 38 min 05 s |
| 2e | Susanne Andersen      | Norvège     | Team DSM                           | + 4 s           |
| 3e | Alice Barnes          | Royaume-Uni | Canyon-SRAM Racing                 | + 6 s           |
| 4e | Cecilie Uttrup Ludwig | Danemark    | FDJ-Nouvelle Aquitaine-Futuroscope | + 10 s          |
| 5e | Femke Markus          | Pays-Bas    | Parkhotel Valkenburg               | + 10 s          |
| 6e | Lucinda Brand         | Pays-Bas    | Trek-Segafredo                     | + 10 s          |
| 7e | Annemiek van Vleuten  | Pays-Bas    | Movistar Team                      | + 10 s          |
| 8e | Roxane Fournier       | France      | SD Worx                            | + 10 s          |
| 9e | Barbara Guarischi     | Italie      | Movistar Team                      | + 10 s          |
| 10e | Sofia Bertizzolo      | Italie      | Liv Racing                         | + 10 s          |

### 2eétape
Le peloton débute l'étape à vive allure : il n'y a pas d'échappée durant les cinquante premiers kilomètres. Audrey Cordon-Ragot et Aude Biannic partent en échappée ensemble. L'écart atteint une minute cinquante. L'équipe Jumbo-Visma mène la poursuite. Riejanne Markus attaque ensuite et opère la jonction sur la tête de course à quarante kilomètres de l'arrivée. L'avance est réduite à treize secondes à vingt-quatre kilomètres de l'arrivée. Riejanne Markus part alors seule. Elle passe la ligne avec deux secondes d'avance sur les sprinteuses, Coryn Rivera étant la plus rapide d'entre elles. La tête du classement général est d'abord attribuée à Kristen Faulkner puis corrigée plusieurs heures plus tard pour aller à Riejanne Markus.
| \| Classement de l'étape \| Classement de l'étape \| Classement de l'étape \| Classement de l'étape \| Classement de l'étape \| \| Coureuse \| Coureuse \| Pays \| Équipe \| Temps \| \| --------------------- \| --------------------- \| --------------------- \| ---------------------------------- \| --------------------- \| \| 1re \| Riejanne Markus \| Pays-Bas \| Jumbo-Visma Women Team \| 3 h 40 min 01 s \| \| 2e \| Coryn Rivera \| États-Unis \| Team DSM \| + 2 s \| \| 3e \| Alison Jackson \| Canada \| Liv Racing \| + 2 s \| \| 4e \| Elise Chabbey \| Suisse \| Canyon-SRAM Racing \| + 2 s \| \| 5e \| Sanne Cant \| Belgique \| Plantur-Pura \| + 2 s \| \| 6e \| Lucinda Brand \| Pays-Bas \| Trek-Segafredo \| + 2 s \| \| 7e \| Sarah Roy \| Australie \| Team BikeExchange \| + 2 s \| \| 8e \| Eleonora Gasparrini \| Italie \| Valcar-Travel & Service \| + 2 s \| \| 9e \| Stine Borgli \| Norvège \| FDJ-Nouvelle Aquitaine-Futuroscope \| + 2 s \| \| 10e \| Kristen Faulkner \| États-Unis \| Tibco-Silicon Valley Bank \| + 2 s \| |                     |            |                                    |                 |
| |                     |            |                                    |                 |
| Source : ProCyclingStats |                     |            |                                    |                 |
| Classement de l'étape |                     |            |                                    |                 |
| Coureuse | Coureuse            | Pays       | Équipe                             | Temps           |
| 1re | Riejanne Markus     | Pays-Bas   | Jumbo-Visma Women Team             | 3 h 40 min 01 s |
| 2e | Coryn Rivera        | États-Unis | Team DSM                           | + 2 s           |
| 3e | Alison Jackson      | Canada     | Liv Racing                         | + 2 s           |
| 4e | Elise Chabbey       | Suisse     | Canyon-SRAM Racing                 | + 2 s           |
| 5e | Sanne Cant          | Belgique   | Plantur-Pura                       | + 2 s           |
| 6e | Lucinda Brand       | Pays-Bas   | Trek-Segafredo                     | + 2 s           |
| 7e | Sarah Roy           | Australie  | Team BikeExchange                  | + 2 s           |
| 8e | Eleonora Gasparrini | Italie     | Valcar-Travel & Service            | + 2 s           |
| 9e | Stine Borgli        | Norvège    | FDJ-Nouvelle Aquitaine-Futuroscope | + 2 s           |
| 10e | Kristen Faulkner    | États-Unis | Tibco-Silicon Valley Bank          | + 2 s           |

| \| Classement général \| Classement général \| Classement général \| Classement général \| Classement général \| \| Coureuse \| Coureuse \| Pays \| Équipe \| Temps \| \| ------------------ \| --------------------- \| ------------------ \| ---------------------------------- \| ------------------ \| \| 1re \| Riejanne Markus \| Pays-Bas \| Jumbo-Visma Women Team \| 7 h 18 min 06 s \| \| 2e \| Kristen Faulkner \| États-Unis \| Tibco-Silicon Valley Bank \| + 2 s \| \| 3e \| Coryn Rivera \| États-Unis \| Team DSM \| + 6 s \| \| 4e \| Alison Jackson \| Canada \| Liv Racing \| + 8 s \| \| 5e \| Lucinda Brand \| Pays-Bas \| Trek-Segafredo \| + 12 s \| \| 6e \| Sanne Cant \| Belgique \| Plantur-Pura \| + 12 s \| \| 7e \| Cecilie Uttrup Ludwig \| Danemark \| FDJ-Nouvelle Aquitaine-Futuroscope \| + 12 s \| \| 8e \| Elise Chabbey \| Suisse \| Canyon-SRAM Racing \| + 12 s \| \| 9e \| Sarah Roy \| Australie \| Team BikeExchange \| + 12 s \| \| 10e \| Stine Borgli \| Norvège \| FDJ-Nouvelle Aquitaine-Futuroscope \| + 12 s \| |                       |            |                                    |                 |
| |                       |            |                                    |                 |
| Source : ProCyclingStats |                       |            |                                    |                 |
| Classement général |                       |            |                                    |                 |
| Coureuse | Coureuse              | Pays       | Équipe                             | Temps           |
| 1re | Riejanne Markus       | Pays-Bas   | Jumbo-Visma Women Team             | 7 h 18 min 06 s |
| 2e | Kristen Faulkner      | États-Unis | Tibco-Silicon Valley Bank          | + 2 s           |
| 3e | Coryn Rivera          | États-Unis | Team DSM                           | + 6 s           |
| 4e | Alison Jackson        | Canada     | Liv Racing                         | + 8 s           |
| 5e | Lucinda Brand         | Pays-Bas   | Trek-Segafredo                     | + 12 s          |
| 6e | Sanne Cant            | Belgique   | Plantur-Pura                       | + 12 s          |
| 7e | Cecilie Uttrup Ludwig | Danemark   | FDJ-Nouvelle Aquitaine-Futuroscope | + 12 s          |
| 8e | Elise Chabbey         | Suisse     | Canyon-SRAM Racing                 | + 12 s          |
| 9e | Sarah Roy             | Australie  | Team BikeExchange                  | + 12 s          |
| 10e | Stine Borgli          | Norvège    | FDJ-Nouvelle Aquitaine-Futuroscope | + 12 s          |

### 3eétape
Les premières attaques sont contrôlées par le peloton. Brodie Chapman parvient à partir à soixante-dix kilomètres de l'arrivée. Ann Helen Olsen tente de la suivre, mais le peloton la reprend. L'avance de Chapman oscille sous la minute. À cinquante-cinq kilomètres de l'arrivée, elle est rejointe par Vita Heine. Sophie Wright tente, d'abord seule puis avec Femke Markus, également de faire la jonction, mais sans succès. Un regroupement général a lieu deux kilomètres avant le pied de l'ascension finale. Dans celle-ci, la formation DSM mène le train. Elle est relayée ensuite par Canyon-SRAM. Niamh Fisher-Black accélère à sept kilomètres de l'arrivée. Elle est reprise par Liane Lippert. Ashleigh Moolman place un contre. Elle est accompagnée par Annemiek van Vleuten, Cecilie Uttrup Ludwig, Kristen Faulkner, Juliette Labous et Marlen Reusser. Le peloton se reforme néanmoins. Ashleigh Moolman attaque une seconde fois, mais est contrée par Van Vleuten dans la section la plus raide. Moolman et Uttrup Ludwig parviennent à suivre dans un premier temps, puis sont distancée après cinq cent mètres. Van Vleuten s'impose seule et prend la tête du classement général.
| \| Classement de l'étape \| Classement de l'étape \| Classement de l'étape \| Classement de l'étape \| Classement de l'étape \| \| Coureuse \| Coureuse \| Pays \| Équipe \| Temps \| \| --------------------- \| --------------------- \| --------------------- \| ---------------------------------- \| --------------------- \| \| 1re \| Annemiek van Vleuten \| Pays-Bas \| Movistar Team \| 3 h 52 min 17 s \| \| 2e \| Ashleigh Moolman \| Afrique du Sud \| SD Worx \| + 35 s \| \| 3e \| Mavi García \| Espagne \| Alé BTC Ljubljana \| + 41 s \| \| 4e \| Marlen Reusser \| Suisse \| Alé BTC Ljubljana \| + 44 s \| \| 5e \| Cecilie Uttrup Ludwig \| Danemark \| FDJ-Nouvelle Aquitaine-Futuroscope \| + 48 s \| \| 6e \| Kristen Faulkner \| États-Unis \| Tibco-Silicon Valley Bank \| + 50 s \| \| 7e \| Rachel Neylan \| Australie \| Parkhotel Valkenburg \| + 50 s \| \| 8e \| Niamh Fisher-Black \| Nouvelle-Zélande \| SD Worx \| + 1 min 01 s \| \| 9e \| Lucinda Brand \| Pays-Bas \| Trek-Segafredo \| + 1 min 12 s \| \| 10e \| Juliette Labous \| France \| Team DSM \| + 1 min 12 s \| |                       |                  |                                    |                 |
| |                       |                  |                                    |                 |
| Source : ProCyclingStats |                       |                  |                                    |                 |
| Classement de l'étape |                       |                  |                                    |                 |
| Coureuse | Coureuse              | Pays             | Équipe                             | Temps           |
| 1re | Annemiek van Vleuten  | Pays-Bas         | Movistar Team                      | 3 h 52 min 17 s |
| 2e | Ashleigh Moolman      | Afrique du Sud   | SD Worx                            | + 35 s          |
| 3e | Mavi García           | Espagne          | Alé BTC Ljubljana                  | + 41 s          |
| 4e | Marlen Reusser        | Suisse           | Alé BTC Ljubljana                  | + 44 s          |
| 5e | Cecilie Uttrup Ludwig | Danemark         | FDJ-Nouvelle Aquitaine-Futuroscope | + 48 s          |
| 6e | Kristen Faulkner      | États-Unis       | Tibco-Silicon Valley Bank          | + 50 s          |
| 7e | Rachel Neylan         | Australie        | Parkhotel Valkenburg               | + 50 s          |
| 8e | Niamh Fisher-Black    | Nouvelle-Zélande | SD Worx                            | + 1 min 01 s    |
| 9e | Lucinda Brand         | Pays-Bas         | Trek-Segafredo                     | + 1 min 12 s    |
| 10e | Juliette Labous       | France           | Team DSM                           | + 1 min 12 s    |

| \| Classement général \| Classement général \| Classement général \| Classement général \| Classement général \| \| Coureuse \| Coureuse \| Pays \| Équipe \| Temps \| \| ------------------ \| --------------------- \| ------------------ \| ---------------------------------- \| ------------------ \| \| 1re \| Annemiek van Vleuten \| Pays-Bas \| Movistar Team \| 11 h 10 min 25 s \| \| 2e \| Ashleigh Moolman \| Afrique du Sud \| SD Worx \| + 39 s \| \| 3e \| Mavi García \| Espagne \| Alé BTC Ljubljana \| + 47 s \| \| 4e \| Kristen Faulkner \| États-Unis \| Tibco-Silicon Valley Bank \| + 50 s \| \| 5e \| Marlen Reusser \| Suisse \| Alé BTC Ljubljana \| + 54 s \| \| 6e \| Cecilie Uttrup Ludwig \| Danemark \| FDJ-Nouvelle Aquitaine-Futuroscope \| + 58 s \| \| 7e \| Rachel Neylan \| Australie \| Parkhotel Valkenburg \| + 1 min 00 s \| \| 8e \| Niamh Fisher-Black \| Nouvelle-Zélande \| SD Worx \| + 1 min 11 s \| \| 9e \| Riejanne Markus \| Pays-Bas \| Jumbo-Visma Women Team \| + 1 min 13 s \| \| 10e \| Lucinda Brand \| Pays-Bas \| Trek-Segafredo \| + 1 min 22 s \| |                       |                  |                                    |                  |
| |                       |                  |                                    |                  |
| Source : ProCyclingStats |                       |                  |                                    |                  |
| Classement général |                       |                  |                                    |                  |
| Coureuse | Coureuse              | Pays             | Équipe                             | Temps            |
| 1re | Annemiek van Vleuten  | Pays-Bas         | Movistar Team                      | 11 h 10 min 25 s |
| 2e | Ashleigh Moolman      | Afrique du Sud   | SD Worx                            | + 39 s           |
| 3e | Mavi García           | Espagne          | Alé BTC Ljubljana                  | + 47 s           |
| 4e | Kristen Faulkner      | États-Unis       | Tibco-Silicon Valley Bank          | + 50 s           |
| 5e | Marlen Reusser        | Suisse           | Alé BTC Ljubljana                  | + 54 s           |
| 6e | Cecilie Uttrup Ludwig | Danemark         | FDJ-Nouvelle Aquitaine-Futuroscope | + 58 s           |
| 7e | Rachel Neylan         | Australie        | Parkhotel Valkenburg               | + 1 min 00 s     |
| 8e | Niamh Fisher-Black    | Nouvelle-Zélande | SD Worx                            | + 1 min 11 s     |
| 9e | Riejanne Markus       | Pays-Bas         | Jumbo-Visma Women Team             | + 1 min 13 s     |
| 10e | Lucinda Brand         | Pays-Bas         | Trek-Segafredo                     | + 1 min 22 s     |

### 4eétape
Rossella Ratto et Julie van de Velde partent au kilomètre zéro. Leur avantage culmine à près de six minute trente. Anne Dorthe Ysland tente de partir en poursuite, mais le peloton la reprend rapidement. Le regroupement général a lieu à vingt kilomètres de l'arrivée. Mavi García, troisième au classement général, est prise dans une chute. Elle repart ne peut rejoindre le peloton. Des attaques ont lieu en provenance de : Lucinda Brand, puis Nancy van der Burg et Shirin van Anrooij. Les équipes DSM et Valcar-Travel&Service contrôlent la course. Movistar mène le peloton dans l'avant-dernier tour pour empêcher d'autres attaques. DSM prend le relais dans le dernier tour. Chloe Hosking, emmenée par Lucinda Brand, lance son sprint à quatre cents mètres de la ligne et n'est pas remontée.
| \| Classement de l'étape \| Classement de l'étape \| Classement de l'étape \| Classement de l'étape \| Classement de l'étape \| \| Coureuse \| Coureuse \| Pays \| Équipe \| Temps \| \| --------------------- \| --------------------- \| --------------------- \| ---------------------------------- \| --------------------- \| \| 1re \| Chloe Hosking \| Australie \| Trek-Segafredo \| 3 h 36 min 06 s \| \| 2e \| Coryn Rivera \| États-Unis \| Team DSM \| + 0 s \| \| 3e \| Chiara Consonni \| Italie \| Valcar-Travel & Service \| + 0 s \| \| 4e \| Christine Majerus \| Luxembourg \| SD Worx \| + 0 s \| \| 5e \| Sarah Roy \| Australie \| Team BikeExchange \| + 0 s \| \| 6e \| Elise Chabbey \| Suisse \| Canyon-SRAM Racing \| + 0 s \| \| 7e \| Elena Cecchini \| Italie \| SD Worx \| + 0 s \| \| 8e \| Alison Jackson \| Canada \| Liv Racing \| + 0 s \| \| 9e \| Eugénie Duval \| France \| FDJ-Nouvelle Aquitaine-Futuroscope \| + 0 s \| \| 10e \| Emilie Moberg \| Norvège \| Drops-Le Col \| + 0 s \| |                   |            |                                    |                 |
| |                   |            |                                    |                 |
| Source : ProCyclingStats |                   |            |                                    |                 |
| Classement de l'étape |                   |            |                                    |                 |
| Coureuse | Coureuse          | Pays       | Équipe                             | Temps           |
| 1re | Chloe Hosking     | Australie  | Trek-Segafredo                     | 3 h 36 min 06 s |
| 2e | Coryn Rivera      | États-Unis | Team DSM                           | + 0 s           |
| 3e | Chiara Consonni   | Italie     | Valcar-Travel & Service            | + 0 s           |
| 4e | Christine Majerus | Luxembourg | SD Worx                            | + 0 s           |
| 5e | Sarah Roy         | Australie  | Team BikeExchange                  | + 0 s           |
| 6e | Elise Chabbey     | Suisse     | Canyon-SRAM Racing                 | + 0 s           |
| 7e | Elena Cecchini    | Italie     | SD Worx                            | + 0 s           |
| 8e | Alison Jackson    | Canada     | Liv Racing                         | + 0 s           |
| 9e | Eugénie Duval     | France     | FDJ-Nouvelle Aquitaine-Futuroscope | + 0 s           |
| 10e | Emilie Moberg     | Norvège    | Drops-Le Col                       | + 0 s           |

## Classements finals

### Classement général final
| \| Classement général \| Classement général \| Classement général \| Classement général \| Classement général \| \| Coureuse \| Coureuse \| Pays \| Équipe \| Temps \| \| ------------------ \| --------------------- \| ------------------ \| ---------------------------------- \| ------------------ \| \| 1re \| Annemiek van Vleuten \| Pays-Bas \| Movistar Team \| 14 h 46 min 31 s \| \| 2e \| Ashleigh Moolman \| Afrique du Sud \| SD Worx \| + 39 s \| \| 3e \| Kristen Faulkner \| États-Unis \| Tibco-Silicon Valley Bank \| + 50 s \| \| 4e \| Marlen Reusser \| Suisse \| Alé BTC Ljubljana \| + 54 s \| \| 5e \| Cecilie Uttrup Ludwig \| Danemark \| FDJ-Nouvelle Aquitaine-Futuroscope \| + 58 s \| \| 6e \| Rachel Neylan \| Australie \| Parkhotel Valkenburg \| + 1 min 00 s \| \| 7e \| Riejanne Markus \| Pays-Bas \| Jumbo-Visma Women Team \| + 1 min 13 s \| \| 8e \| Juliette Labous \| France \| Team DSM \| + 1 min 22 s \| \| 9e \| Lucinda Brand \| Pays-Bas \| Trek-Segafredo \| + 1 min 22 s \| \| 10e \| Yara Kastelijn \| Pays-Bas \| Plantur-Pura \| + 1 min 24 s \| |                       |                |                                    |                  |
| |                       |                |                                    |                  |
| Source : ProCyclingStats |                       |                |                                    |                  |
| Classement général |                       |                |                                    |                  |
| Coureuse | Coureuse              | Pays           | Équipe                             | Temps            |
| 1re | Annemiek van Vleuten  | Pays-Bas       | Movistar Team                      | 14 h 46 min 31 s |
| 2e | Ashleigh Moolman      | Afrique du Sud | SD Worx                            | + 39 s           |
| 3e | Kristen Faulkner      | États-Unis     | Tibco-Silicon Valley Bank          | + 50 s           |
| 4e | Marlen Reusser        | Suisse         | Alé BTC Ljubljana                  | + 54 s           |
| 5e | Cecilie Uttrup Ludwig | Danemark       | FDJ-Nouvelle Aquitaine-Futuroscope | + 58 s           |
| 6e | Rachel Neylan         | Australie      | Parkhotel Valkenburg               | + 1 min 00 s     |
| 7e | Riejanne Markus       | Pays-Bas       | Jumbo-Visma Women Team             | + 1 min 13 s     |
| 8e | Juliette Labous       | France         | Team DSM                           | + 1 min 22 s     |
| 9e | Lucinda Brand         | Pays-Bas       | Trek-Segafredo                     | + 1 min 22 s     |
| 10e | Yara Kastelijn        | Pays-Bas       | Plantur-Pura                       | + 1 min 24 s     |

### UCI World Tour

#### Points attribués
| Position                  | 1er | 2e  | 3e  | 4e  | 5e  | 6e  | 7e  | 8e  | 9e | 10e | 11e | 12e | 13e | 14e | 15e | 16e à 20e | 21e à 30e | 31e à 40e |  |  |
| Classement général        | 400 | 320 | 260 | 220 | 180 | 140 | 120 | 100 | 80 | 68  | 56  | 48  | 40  | 32  | 28  | 24        | 16        | 8         |  |  |
| Étapes et demi-étapes     | 50  | 40  | 30  | 25  | 20  | 18  | 15  | 10  | 8  | 6   |     |     |     |     |     |           |           |           |  |  |
| Port du maillot de leader | 8   |     |     |     |     |     |     |     |    |     |     |     |     |     |     |           |           |           |  |  |

### Classements annexes
| Classement par points | Classement par points | Classement par points | Classement par points              | Classement par points |
| Coureuse              | Coureuse              | Pays                  | Équipe                             | Points                |
| --------------------- | --------------------- | --------------------- | ---------------------------------- | --------------------- |
| 1re                   | Alison Jackson        | Canada                | Liv Racing                         | 25 pts                |
| 2e                    | Kristen Faulkner      | États-Unis            | Tibco-Silicon Valley Bank          | 24 pts                |
| 3e                    | Riejanne Markus       | Pays-Bas              | Jumbo-Visma Women Team             | 11 pts                |
| 4e                    | Christine Majerus     | Luxembourg            | SD Worx                            | 10 pts                |
| 5e                    | Coryn Rivera          | États-Unis            | Team DSM                           | 10 pts                |
| 6e                    | Chloe Hosking         | Australie             | Trek-Segafredo                     | 7 pts                 |
| 7e                    | Tanja Erath           | Allemagne             | Tibco-Silicon Valley Bank          | 6 pts                 |
| 8e                    | Susanne Andersen      | Norvège               | Team DSM                           | 6 pts                 |
| 9e                    | Brodie Chapman        | Australie             | FDJ-Nouvelle Aquitaine-Futuroscope | 4 pts                 |
| 10e                   | Rossella Ratto        | Italie                | Bingoal-Chevalmeire                | 4 pts                 |

| Classement par points | Classement par points | Classement par points | Classement par points              | Classement par points |
| Coureuse              | Coureuse              | Pays                  | Équipe                             | Points                |
| --------------------- | --------------------- | --------------------- | ---------------------------------- | --------------------- |
| 1re                   | Alison Jackson        | Canada                | Liv Racing                         | 25 pts                |
| 2e                    | Kristen Faulkner      | États-Unis            | Tibco-Silicon Valley Bank          | 24 pts                |
| 3e                    | Riejanne Markus       | Pays-Bas              | Jumbo-Visma Women Team             | 11 pts                |
| 4e                    | Christine Majerus     | Luxembourg            | SD Worx                            | 10 pts                |
| 5e                    | Coryn Rivera          | États-Unis            | Team DSM                           | 10 pts                |
| 6e                    | Chloe Hosking         | Australie             | Trek-Segafredo                     | 7 pts                 |
| 7e                    | Tanja Erath           | Allemagne             | Tibco-Silicon Valley Bank          | 6 pts                 |
| 8e                    | Susanne Andersen      | Norvège               | Team DSM                           | 6 pts                 |
| 9e                    | Brodie Chapman        | Australie             | FDJ-Nouvelle Aquitaine-Futuroscope | 4 pts                 |
| 10e                   | Rossella Ratto        | Italie                | Bingoal-Chevalmeire                | 4 pts                 |

| Classement de la montagne | Classement de la montagne | Classement de la montagne | Classement de la montagne | Classement de la montagne |
| Coureuse                  | Coureuse                  | Pays                      | Équipe                    | Points                    |
| ------------------------- | ------------------------- | ------------------------- | ------------------------- | ------------------------- |
| 1re                       | Nina Buysman              | Pays-Bas                  | Parkhotel Valkenburg      | 15 pts                    |
| 2e                        | Julie Van de Velde        | Belgique                  | Jumbo-Visma Women Team    | 9 pts                     |
| 3e                        | Anna Christian            | Royaume-Uni               | Drops-Le Col              | 6 pts                     |
| 4e                        | Rossella Ratto            | Italie                    | Bingoal-Chevalmeire       | 6 pts                     |
| 5e                        | Kristen Faulkner          | États-Unis                | Tibco-Silicon Valley Bank | 5 pts                     |
| 6e                        | Annemiek van Vleuten      | Pays-Bas                  | Movistar Team             | 4 pts                     |
| 7e                        | Aude Biannic              | France                    | Movistar Team             | 4 pts                     |
| 8e                        | Tiril Jørgensen           | Norvège                   | Norvège                   | 4 pts                     |
| 9e                        | Ashleigh Moolman          | Afrique du Sud            | SD Worx                   | 3 pts                     |
| 10e                       | Anna Shackley             | Royaume-Uni               | SD Worx                   | 3 pts                     |

| Classement de la montagne | Classement de la montagne | Classement de la montagne | Classement de la montagne | Classement de la montagne |
| Coureuse                  | Coureuse                  | Pays                      | Équipe                    | Points                    |
| ------------------------- | ------------------------- | ------------------------- | ------------------------- | ------------------------- |
| 1re                       | Nina Buysman              | Pays-Bas                  | Parkhotel Valkenburg      | 15 pts                    |
| 2e                        | Julie Van de Velde        | Belgique                  | Jumbo-Visma Women Team    | 9 pts                     |
| 3e                        | Anna Christian            | Royaume-Uni               | Drops-Le Col              | 6 pts                     |
| 4e                        | Rossella Ratto            | Italie                    | Bingoal-Chevalmeire       | 6 pts                     |
| 5e                        | Kristen Faulkner          | États-Unis                | Tibco-Silicon Valley Bank | 5 pts                     |
| 6e                        | Annemiek van Vleuten      | Pays-Bas                  | Movistar Team             | 4 pts                     |
| 7e                        | Aude Biannic              | France                    | Movistar Team             | 4 pts                     |
| 8e                        | Tiril Jørgensen           | Norvège                   | Norvège                   | 4 pts                     |
| 9e                        | Ashleigh Moolman          | Afrique du Sud            | SD Worx                   | 3 pts                     |
| 10e                       | Anna Shackley             | Royaume-Uni               | SD Worx                   | 3 pts                     |

| Classement du meilleur jeune | Classement du meilleur jeune | Classement du meilleur jeune | Classement du meilleur jeune | Classement du meilleur jeune |
| Coureuse                     | Coureuse                     | Pays                         | Équipe                       | Temps                        |
| ---------------------------- | ---------------------------- | ---------------------------- | ---------------------------- | ---------------------------- |
| 1re                          | Niamh Fisher-Black           | Nouvelle-Zélande             | SD Worx                      | 14 h 47 min 58 s             |
| 2e                           | Anna Shackley                | Royaume-Uni                  | SD Worx                      | + 13 s                       |
| 3e                           | Shirin van Anrooij           | Pays-Bas                     | Trek-Segafredo               | + 1 min 56 s                 |
| 4e                           | Mischa Bredewold             | Pays-Bas                     | Parkhotel Valkenburg         | + 2 min 07 s                 |
| 5e                           | Eleonora Gasparrini          | Italie                       | Valcar-Travel & Service      | + 3 min 36 s                 |
| 6e                           | Anne Dorthe Ysland           | Norvège                      | Coop-Hitec Products          | + 3 min 48 s                 |
| 7e                           | Wilma Olausson               | Suède                        | Team DSM                     | + 8 min 36 s                 |
| 8e                           | Inge van der Heijden         | Pays-Bas                     | Plantur-Pura                 | + 10 min 23 s                |
| 9e                           | Femke Gerritse               | Pays-Bas                     | Parkhotel Valkenburg         | + 11 min 08 s                |
| 10e                          | Amalie Lutro                 | Norvège                      | Coop-Hitec Products          | + 12 min 55 s                |

| Classement du meilleur jeune | Classement du meilleur jeune | Classement du meilleur jeune | Classement du meilleur jeune | Classement du meilleur jeune |
| Coureuse                     | Coureuse                     | Pays                         | Équipe                       | Temps                        |
| ---------------------------- | ---------------------------- | ---------------------------- | ---------------------------- | ---------------------------- |
| 1re                          | Niamh Fisher-Black           | Nouvelle-Zélande             | SD Worx                      | 14 h 47 min 58 s             |
| 2e                           | Anna Shackley                | Royaume-Uni                  | SD Worx                      | + 13 s                       |
| 3e                           | Shirin van Anrooij           | Pays-Bas                     | Trek-Segafredo               | + 1 min 56 s                 |
| 4e                           | Mischa Bredewold             | Pays-Bas                     | Parkhotel Valkenburg         | + 2 min 07 s                 |
| 5e                           | Eleonora Gasparrini          | Italie                       | Valcar-Travel & Service      | + 3 min 36 s                 |
| 6e                           | Anne Dorthe Ysland           | Norvège                      | Coop-Hitec Products          | + 3 min 48 s                 |
| 7e                           | Wilma Olausson               | Suède                        | Team DSM                     | + 8 min 36 s                 |
| 8e                           | Inge van der Heijden         | Pays-Bas                     | Plantur-Pura                 | + 10 min 23 s                |
| 9e                           | Femke Gerritse               | Pays-Bas                     | Parkhotel Valkenburg         | + 11 min 08 s                |
| 10e                          | Amalie Lutro                 | Norvège                      | Coop-Hitec Products          | + 12 min 55 s                |

| Classement par équipes | Classement par équipes | Classement par équipes | Classement par équipes |
| Équipe                 | Équipe                 | Pays                   | Temps                  |
| ---------------------- | ---------------------- | ---------------------- | ---------------------- |
| 1re                    | SD Worx                | Pays-Bas               | 44 h 23 min 09 s       |
| 2e                     | Alé BTC Ljubljana      | Italie                 | + 1 min 32 s           |
| 3e                     | Canyon-SRAM Racing     | Allemagne              | + 2 min 04 s           |

| Classement par équipes | Classement par équipes | Classement par équipes | Classement par équipes |
| Équipe                 | Équipe                 | Pays                   | Temps                  |
| ---------------------- | ---------------------- | ---------------------- | ---------------------- |
| 1re                    | SD Worx                | Pays-Bas               | 44 h 23 min 09 s       |
| 2e                     | Alé BTC Ljubljana      | Italie                 | + 1 min 32 s           |
| 3e                     | Canyon-SRAM Racing     | Allemagne              | + 2 min 04 s           |

## Évolution des classements
| Étape              |                    | Vainqueur _          | Classement général   | Classement par points | Meilleure grimpeuse | Meilleure jeune    | Meilleure équipe _ |
| ------------------ | ------------------ | -------------------- | -------------------- | --------------------- | ------------------- | ------------------ | ------------------ |
| 1re étape          | étape de plaine    | Kristen Faulkner     | Kristen Faulkner     | Kristen Faulkner      | Nina Buysman        | Anna Shackley      | Team DSM           |
| 2e étape           | étape de plaine    | Riejanne Markus      | Riejanne Markus      | Kristen Faulkner      | Nina Buysman        | Mischa Bredewold   | Team DSM           |
| 3e étape           | étape de montagne  | Annemiek van Vleuten | Annemiek van Vleuten | Kristen Faulkner      | Nina Buysman        | Niamh Fisher-Black | Alé BTC Ljubljana  |
| 4e étape           | étape de plaine    | Chloe Hosking        | Annemiek van Vleuten | Alison Jackson        | Nina Buysman        | Niamh Fisher-Black | SD Worx            |
| Classements finals | Classements finals |                      | Annemiek van Vleuten | Alison Jackson        | Nina Buysman        | Niamh Fisher-Black | SD Worx            |

## Liste des participantes
| Légende                             | Légende                                                                                                  | Légende                                | Légende                                                                                         |
| ----------------------------------- | --- | -------------------------------------- | ----------------------------------------------------------------------------------------------- |
| Num                                 | Dossard de départ porté par le coureur sur cette Tour de Norvège féminine                                | Pos                                    | Position finale au classement général                                                           |
| Leader du classement général        | Indique le vainqueur du classement général                                                               | Leader du classement par points        | Indique le vainqueur du classement par points                                                   |
| Leader du classement de la montagne | Indique le vainqueur du classement de la montagne                                                        | Leader du classement du meilleur jeune | Indique le vainqueur du classement du meilleur jeune                                            |
|                                     | Indique un maillot de champion national ou mondial, suivi de sa spécialité                               | #                                      | Indique la meilleure équipe                                                                     |
| NP                                  | Indique un coureur qui n'a pas pris le départ d'une étape, suivi du numéro de l'étape où il s'est retiré | AB                                     | Indique un coureur qui n'a pas terminé une étape, suivi du numéro de l'étape où il s'est retiré |
| HD                                  | Indique un coureur qui a terminé une étape hors des délais, suivi du numéro de l'étape                   | DSQ                                    | Indique un coureur qui a été disqualifié de la course, suivi du numéro de l'étape               |
| *                                   | Indique un coureur en lice pour le classement du meilleur jeune (coureurs nés après le )                 |                                        |                                                                                                 |

| Jumbo-Visma Women Team TJV | Jumbo-Visma Women Team TJV | Jumbo-Visma Women Team TJV |
| -------------------------- | -------------------------- | -------------------------- |
| Num                        | Coureuse                   | Pos                        |
| 1                          | Anna Henderson (GBR)       | AB-2                       |
| 2                          | Riejanne Markus (NED)      | 7e                         |
| 3                          | Julie Van de Velde (BEL)   | 64e                        |
| 4                          | Amber Kraak (NED)          | 42e                        |
| 5                          | Nancy van der Burg (NED)   | 36e                        |
| 6                          | Anouska Koster (NED)       | 27e                        |

| FDJ-Nouvelle Aquitaine-Futuroscope FDJ | FDJ-Nouvelle Aquitaine-Futuroscope FDJ | FDJ-Nouvelle Aquitaine-Futuroscope FDJ |
| -------------------------------------- | -------------------------------------- | -------------------------------------- |
| Num                                    | Coureuse                               | Pos                                    |
| 11                                     | Stine Borgli (NOR)                     | 47e                                    |
| 12                                     | Marta Cavalli (ITA)                    | AB-2                                   |
| 13                                     | Brodie Chapman (AUS)                   | 48e                                    |
| 14                                     | Eugénie Duval (FRA)                    | 34e                                    |
| 16                                     | Cecilie Uttrup Ludwig (DEN)            | 5e                                     |

| Movistar Team MOV | Movistar Team MOV                  | Movistar Team MOV |
| ----------------- | ---------------------------------- | ----------------- |
| Num               | Coureuse                           | Pos               |
| 21                | Annemiek van Vleuten (NED) (route) | 1re               |
| 22                | Barbara Guarischi (ITA)            | 70e               |
| 23                | Sheyla Gutiérrez (ESP)             | 69e               |
| 24                | Gloria Rodríguez (ESP)             | 88e               |
| 25                | Leah Thomas (USA)                  | 21e               |
| 26                | Aude Biannic (FRA)                 | 75e               |

| Team BikeExchange BEX | Team BikeExchange BEX   | Team BikeExchange BEX |
| --------------------- | ----------------------- | --------------------- |
| Num                   | Coureuse                | Pos                   |
| 31                    | Jessica Allen (AUS)     | 82e                   |
| 32                    | Janneke Ensing (NED)    | 18e                   |
| 34                    | Lucy Kennedy (AUS)      | 39e                   |
| 35                    | Sarah Roy (AUS) (route) | 46e                   |
| 36                    | Urška Žigart (SLO)      | 44e                   |

| Alé BTC Ljubljana ALE | Alé BTC Ljubljana ALE        | Alé BTC Ljubljana ALE |
| --------------------- | ---------------------------- | --------------------- |
| Num                   | Coureuse                     | Pos                   |
| 41                    | Eugenia Bujak (SLO) (route)  | 43e                   |
| 42                    | Mavi García (ESP) (route)    | 19e                   |
| 43                    | Tatiana Guderzo (ITA)        | 14e                   |
| 44                    | Urša Pintar (SLO)            | 26e                   |
| 45                    | Marlen Reusser (SUI) (route) | 4e                    |
| 46                    | Sophie Wright (GBR)          | 74e                   |

| Canyon-SRAM Racing CSR | Canyon-SRAM Racing CSR | Canyon-SRAM Racing CSR |
| ---------------------- | ---------------------- | ---------------------- |
| Num                    | Coureuse               | Pos                    |
| 51                     | Alexis Magner (USA)    | AB-4                   |
| 52                     | Alice Barnes (GBR)     | 66e                    |
| 53                     | Hannah Barnes (GBR)    | 37e                    |
| 54                     | Elise Chabbey (SUI)    | 11e                    |
| 55                     | Ella Harris (NZL)      | 20e                    |
| 56                     | Mikayla Harvey (NZL)   | 15e                    |

| Team DSM DSM | Team DSM DSM           | Team DSM DSM |
| ------------ | ---------------------- | ------------ |
| Num          | Coureuse               | Pos          |
| 61           | Susanne Andersen (NOR) | 49e          |
| 62           | Juliette Labous (FRA)  | 8e           |
| 63           | Liane Lippert (GER)    | 31e          |
| 64           | Floortje Mackaij (NED) | 24e          |
| 65           | Wilma Olausson (SWE)   | 45e          |
| 66           | Coryn Rivera (USA)     | 41e          |

| SD Worx SDW | SD Worx SDW                     | SD Worx SDW |
| ----------- | ------------------------------- | ----------- |
| Num         | Coureuse                        | Pos         |
| 71          | Elena Cecchini (ITA)            | 65e         |
| 72          | Niamh Fisher-Black (NZL)        | 12e         |
| 73          | Roxane Fournier (FRA)           | 56e         |
| 74          | Christine Majerus (LUX) (route) | 40e         |
| 75          | Ashleigh Moolman (RSA)          | 2e          |
| 76          | Anna Shackley (GBR)             | 13e         |

| Trek-Segafredo TFS | Trek-Segafredo TFS        | Trek-Segafredo TFS |
| ------------------ | ------------------------- | ------------------ |
| Num                | Coureuse                  | Pos                |
| 81                 | Lucinda Brand (NED)       | 9e                 |
| 82                 | Audrey Cordon-Ragot (FRA) | 78e                |
| 83                 | Elynor Bäckstedt (GBR)    | 95e                |
| 84                 | Chloe Hosking (AUS)       | 72e                |
| 85                 | Trixi Worrack (GER)       | 87e                |
| 86                 | Shirin van Anrooij (NED)  | 23e                |

| Liv Racing LIV | Liv Racing LIV          | Liv Racing LIV |
| -------------- | ----------------------- | -------------- |
| Num            | Coureuse                | Pos            |
| 91             | Sofia Bertizzolo (ITA)  | 62e            |
| 92             | Evy Kuijpers (NED)      | 91e            |
| 93             | Alison Jackson (CAN)    | 61e            |
| 95             | Sabrina Stultiens (NED) | 33e            |
| 96             | Jeanne Korevaar (NED)   | AB-3           |

| Norvège NOR | Norvège NOR           | Norvège NOR |
| ----------- | --------------------- | ----------- |
| Num         | Coureuse              | Pos         |
| 101         | Vita Heine (route)    | 28e         |
| 102         | Birgitte Ravndal      | 63e         |
| 103         | Tiril Jørgensen       | 60e         |
| 104         | Magdalene Lind        | 77e         |
| 105         | Ingrid Lorvik         | 51e         |
| 106         | Mie Bjørndal Ottestad | 35e         |

| Coop-Hitec Products HPU | Coop-Hitec Products HPU  | Coop-Hitec Products HPU |
| ----------------------- | ------------------------ | ----------------------- |
| Num                     | Coureuse                 | Pos                     |
| 111                     | Ingvild Gåskjenn (NOR)   | 22e                     |
| 112                     | Caroline Andersson (SWE) | 81e                     |
| 113                     | Mari Hole Mohr (NOR)     | 76e                     |
| 114                     | Ann Helen Olsen (NOR)    | 94e                     |
| 115                     | Amalie Lutro (NOR)       | 58e                     |
| 116                     | Anne Dorthe Ysland (NOR) | 30e                     |

| Drops-Le Col DRP | Drops-Le Col DRP              | Drops-Le Col DRP |
| ---------------- | ----------------------------- | ---------------- |
| Num              | Coureuse                      | Pos              |
| 121              | Emilie Moberg (NOR)           | 68e              |
| 122              | Elise Marie Olsen (NOR)       | 85e              |
| 123              | Anna Christian (GBR)          | 93e              |
| 124              | Joscelin Lowden (GBR)         | 17e              |
| 125              | Sara Penton (SWE)             | 89e              |
| 126              | Marjolein van 't Geloof (NED) | AB               |

| Bingoal-Chevalmeire CCT | Bingoal-Chevalmeire CCT | Bingoal-Chevalmeire CCT |
| ----------------------- | ----------------------- | ----------------------- |
| Num                     | Coureuse                | Pos                     |
| 131                     | Demi de Jong (NED)      | AB-3                    |
| 132                     | Rotem Gafinovitz (ISR)  | AB-4                    |
| 133                     | Justine Ghekiere (BEL)  | 73e                     |
| 134                     | Claudia Jongerius (NED) | AB-2                    |
| 135                     | Rossella Ratto (ITA)    | 80e                     |
| 136                     | Natalie van Gogh (NED)  | 84e                     |

| Parkhotel Valkenburg PHV | Parkhotel Valkenburg PHV | Parkhotel Valkenburg PHV |
| ------------------------ | ------------------------ | ------------------------ |
| Num                      | Coureuse                 | Pos                      |
| 141                      | Nina Buysman (NED)       | 53e                      |
| 142                      | Rachel Neylan (AUS)      | 6e                       |
| 143                      | Femke Gerritse (NED)     | 57e                      |
| 144                      | Pien Limpens (NED)       | 79e                      |
| 145                      | Mischa Bredewold (NED)   | 25e                      |
| 146                      | Femke Markus (NED)       | 52e                      |

| Plantur-Pura PLP | Plantur-Pura PLP           | Plantur-Pura PLP |
| ---------------- | -------------------------- | ---------------- |
| Num              | Coureuse                   | Pos              |
| 151              | Manon Bakker (NED)         | 90e              |
| 152              | Sanne Cant (BEL)           | 38e              |
| 153              | Julie De Wilde (BEL)       | 59e              |
| 154              | Yara Kastelijn (NED)       | 10e              |
| 155              | Annemarie Worst (NED)      | 32e              |
| 156              | Inge van der Heijden (NED) | 54e              |

| Tibco-Silicon Valley Bank TIB | Tibco-Silicon Valley Bank TIB | Tibco-Silicon Valley Bank TIB |
| ----------------------------- | ----------------------------- | ----------------------------- |
| Num                           | Coureuse                      | Pos                           |
| 161                           | Eri Yonamine (JPN)            | 71e                           |
| 162                           | Tanja Erath (GER)             | 83e                           |
| 163                           | Kristen Faulkner (USA)        | 3e                            |
| 165                           | Nina Kessler (NED)            | 86e                           |
| 166                           | Diana Peñuela (COL)           | AB-4                          |

| Valcar-Travel & Service VAL | Valcar-Travel & Service VAL | Valcar-Travel & Service VAL |
| --------------------------- | --------------------------- | --------------------------- |
| Num                         | Coureuse                    | Pos                         |
| 171                         | Alice Maria Arzuffi (ITA)   | 16e                         |
| 172                         | Eleonora Gasparrini (ITA)   | 29e                         |
| 173                         | Silvia Persico (ITA)        | 50e                         |
| 174                         | Chiara Consonni (ITA)       | 67e                         |
| 175                         | Silvia Pollicini (ITA)      | 92e                         |
| 176                         | Ilaria Sanguineti (ITA)     | 55e                         |

| Jumbo-Visma Women Team TJV | Jumbo-Visma Women Team TJV | Jumbo-Visma Women Team TJV |
| -------------------------- | -------------------------- | -------------------------- |
| Num                        | Coureuse                   | Pos                        |
| 1                          | Anna Henderson (GBR)       | AB-2                       |
| 2                          | Riejanne Markus (NED)      | 7e                         |
| 3                          | Julie Van de Velde (BEL)   | 64e                        |
| 4                          | Amber Kraak (NED)          | 42e                        |
| 5                          | Nancy van der Burg (NED)   | 36e                        |
| 6                          | Anouska Koster (NED)       | 27e                        |

| FDJ-Nouvelle Aquitaine-Futuroscope FDJ | FDJ-Nouvelle Aquitaine-Futuroscope FDJ | FDJ-Nouvelle Aquitaine-Futuroscope FDJ |
| -------------------------------------- | -------------------------------------- | -------------------------------------- |
| Num                                    | Coureuse                               | Pos                                    |
| 11                                     | Stine Borgli (NOR)                     | 47e                                    |
| 12                                     | Marta Cavalli (ITA)                    | AB-2                                   |
| 13                                     | Brodie Chapman (AUS)                   | 48e                                    |
| 14                                     | Eugénie Duval (FRA)                    | 34e                                    |
| 16                                     | Cecilie Uttrup Ludwig (DEN)            | 5e                                     |

| Movistar Team MOV | Movistar Team MOV                  | Movistar Team MOV |
| ----------------- | ---------------------------------- | ----------------- |
| Num               | Coureuse                           | Pos               |
| 21                | Annemiek van Vleuten (NED) (route) | 1re               |
| 22                | Barbara Guarischi (ITA)            | 70e               |
| 23                | Sheyla Gutiérrez (ESP)             | 69e               |
| 24                | Gloria Rodríguez (ESP)             | 88e               |
| 25                | Leah Thomas (USA)                  | 21e               |
| 26                | Aude Biannic (FRA)                 | 75e               |

| Team BikeExchange BEX | Team BikeExchange BEX   | Team BikeExchange BEX |
| --------------------- | ----------------------- | --------------------- |
| Num                   | Coureuse                | Pos                   |
| 31                    | Jessica Allen (AUS)     | 82e                   |
| 32                    | Janneke Ensing (NED)    | 18e                   |
| 34                    | Lucy Kennedy (AUS)      | 39e                   |
| 35                    | Sarah Roy (AUS) (route) | 46e                   |
| 36                    | Urška Žigart (SLO)      | 44e                   |

| Alé BTC Ljubljana ALE | Alé BTC Ljubljana ALE        | Alé BTC Ljubljana ALE |
| --------------------- | ---------------------------- | --------------------- |
| Num                   | Coureuse                     | Pos                   |
| 41                    | Eugenia Bujak (SLO) (route)  | 43e                   |
| 42                    | Mavi García (ESP) (route)    | 19e                   |
| 43                    | Tatiana Guderzo (ITA)        | 14e                   |
| 44                    | Urša Pintar (SLO)            | 26e                   |
| 45                    | Marlen Reusser (SUI) (route) | 4e                    |
| 46                    | Sophie Wright (GBR)          | 74e                   |

| Canyon-SRAM Racing CSR | Canyon-SRAM Racing CSR | Canyon-SRAM Racing CSR |
| ---------------------- | ---------------------- | ---------------------- |
| Num                    | Coureuse               | Pos                    |
| 51                     | Alexis Magner (USA)    | AB-4                   |
| 52                     | Alice Barnes (GBR)     | 66e                    |
| 53                     | Hannah Barnes (GBR)    | 37e                    |
| 54                     | Elise Chabbey (SUI)    | 11e                    |
| 55                     | Ella Harris (NZL)      | 20e                    |
| 56                     | Mikayla Harvey (NZL)   | 15e                    |

| Team DSM DSM | Team DSM DSM           | Team DSM DSM |
| ------------ | ---------------------- | ------------ |
| Num          | Coureuse               | Pos          |
| 61           | Susanne Andersen (NOR) | 49e          |
| 62           | Juliette Labous (FRA)  | 8e           |
| 63           | Liane Lippert (GER)    | 31e          |
| 64           | Floortje Mackaij (NED) | 24e          |
| 65           | Wilma Olausson (SWE)   | 45e          |
| 66           | Coryn Rivera (USA)     | 41e          |

| SD Worx SDW | SD Worx SDW                     | SD Worx SDW |
| ----------- | ------------------------------- | ----------- |
| Num         | Coureuse                        | Pos         |
| 71          | Elena Cecchini (ITA)            | 65e         |
| 72          | Niamh Fisher-Black (NZL)        | 12e         |
| 73          | Roxane Fournier (FRA)           | 56e         |
| 74          | Christine Majerus (LUX) (route) | 40e         |
| 75          | Ashleigh Moolman (RSA)          | 2e          |
| 76          | Anna Shackley (GBR)             | 13e         |

| Trek-Segafredo TFS | Trek-Segafredo TFS        | Trek-Segafredo TFS |
| ------------------ | ------------------------- | ------------------ |
| Num                | Coureuse                  | Pos                |
| 81                 | Lucinda Brand (NED)       | 9e                 |
| 82                 | Audrey Cordon-Ragot (FRA) | 78e                |
| 83                 | Elynor Bäckstedt (GBR)    | 95e                |
| 84                 | Chloe Hosking (AUS)       | 72e                |
| 85                 | Trixi Worrack (GER)       | 87e                |
| 86                 | Shirin van Anrooij (NED)  | 23e                |

| Liv Racing LIV | Liv Racing LIV          | Liv Racing LIV |
| -------------- | ----------------------- | -------------- |
| Num            | Coureuse                | Pos            |
| 91             | Sofia Bertizzolo (ITA)  | 62e            |
| 92             | Evy Kuijpers (NED)      | 91e            |
| 93             | Alison Jackson (CAN)    | 61e            |
| 95             | Sabrina Stultiens (NED) | 33e            |
| 96             | Jeanne Korevaar (NED)   | AB-3           |

| Norvège NOR | Norvège NOR           | Norvège NOR |
| ----------- | --------------------- | ----------- |
| Num         | Coureuse              | Pos         |
| 101         | Vita Heine (route)    | 28e         |
| 102         | Birgitte Ravndal      | 63e         |
| 103         | Tiril Jørgensen       | 60e         |
| 104         | Magdalene Lind        | 77e         |
| 105         | Ingrid Lorvik         | 51e         |
| 106         | Mie Bjørndal Ottestad | 35e         |

| Coop-Hitec Products HPU | Coop-Hitec Products HPU  | Coop-Hitec Products HPU |
| ----------------------- | ------------------------ | ----------------------- |
| Num                     | Coureuse                 | Pos                     |
| 111                     | Ingvild Gåskjenn (NOR)   | 22e                     |
| 112                     | Caroline Andersson (SWE) | 81e                     |
| 113                     | Mari Hole Mohr (NOR)     | 76e                     |
| 114                     | Ann Helen Olsen (NOR)    | 94e                     |
| 115                     | Amalie Lutro (NOR)       | 58e                     |
| 116                     | Anne Dorthe Ysland (NOR) | 30e                     |

| Drops-Le Col DRP | Drops-Le Col DRP              | Drops-Le Col DRP |
| ---------------- | ----------------------------- | ---------------- |
| Num              | Coureuse                      | Pos              |
| 121              | Emilie Moberg (NOR)           | 68e              |
| 122              | Elise Marie Olsen (NOR)       | 85e              |
| 123              | Anna Christian (GBR)          | 93e              |
| 124              | Joscelin Lowden (GBR)         | 17e              |
| 125              | Sara Penton (SWE)             | 89e              |
| 126              | Marjolein van 't Geloof (NED) | AB               |

| Bingoal-Chevalmeire CCT | Bingoal-Chevalmeire CCT | Bingoal-Chevalmeire CCT |
| ----------------------- | ----------------------- | ----------------------- |
| Num                     | Coureuse                | Pos                     |
| 131                     | Demi de Jong (NED)      | AB-3                    |
| 132                     | Rotem Gafinovitz (ISR)  | AB-4                    |
| 133                     | Justine Ghekiere (BEL)  | 73e                     |
| 134                     | Claudia Jongerius (NED) | AB-2                    |
| 135                     | Rossella Ratto (ITA)    | 80e                     |
| 136                     | Natalie van Gogh (NED)  | 84e                     |

| Parkhotel Valkenburg PHV | Parkhotel Valkenburg PHV | Parkhotel Valkenburg PHV |
| ------------------------ | ------------------------ | ------------------------ |
| Num                      | Coureuse                 | Pos                      |
| 141                      | Nina Buysman (NED)       | 53e                      |
| 142                      | Rachel Neylan (AUS)      | 6e                       |
| 143                      | Femke Gerritse (NED)     | 57e                      |
| 144                      | Pien Limpens (NED)       | 79e                      |
| 145                      | Mischa Bredewold (NED)   | 25e                      |
| 146                      | Femke Markus (NED)       | 52e                      |

| Plantur-Pura PLP | Plantur-Pura PLP           | Plantur-Pura PLP |
| ---------------- | -------------------------- | ---------------- |
| Num              | Coureuse                   | Pos              |
| 151              | Manon Bakker (NED)         | 90e              |
| 152              | Sanne Cant (BEL)           | 38e              |
| 153              | Julie De Wilde (BEL)       | 59e              |
| 154              | Yara Kastelijn (NED)       | 10e              |
| 155              | Annemarie Worst (NED)      | 32e              |
| 156              | Inge van der Heijden (NED) | 54e              |

| Tibco-Silicon Valley Bank TIB | Tibco-Silicon Valley Bank TIB | Tibco-Silicon Valley Bank TIB |
| ----------------------------- | ----------------------------- | ----------------------------- |
| Num                           | Coureuse                      | Pos                           |
| 161                           | Eri Yonamine (JPN)            | 71e                           |
| 162                           | Tanja Erath (GER)             | 83e                           |
| 163                           | Kristen Faulkner (USA)        | 3e                            |
| 165                           | Nina Kessler (NED)            | 86e                           |
| 166                           | Diana Peñuela (COL)           | AB-4                          |

| Valcar-Travel & Service VAL | Valcar-Travel & Service VAL | Valcar-Travel & Service VAL |
| --------------------------- | --------------------------- | --------------------------- |
| Num                         | Coureuse                    | Pos                         |
| 171                         | Alice Maria Arzuffi (ITA)   | 16e                         |
| 172                         | Eleonora Gasparrini (ITA)   | 29e                         |
| 173                         | Silvia Persico (ITA)        | 50e                         |
| 174                         | Chiara Consonni (ITA)       | 67e                         |
| 175                         | Silvia Pollicini (ITA)      | 92e                         |
| 176                         | Ilaria Sanguineti (ITA)     | 55e                         |

## Organisation et règlement

### Organisation
L'organisation est réalisée par Ladies Tour of Norway AS. Le directeur de l'organisation est Roy Moberg. Le directeur technique est Anders Eia Linnestad.

### Règlement de la course

#### Délais
Lors d'une course cycliste, les coureurs sont tenus d'arriver dans un laps de temps imparti à la suite du premier pour pouvoir être classés. Les délais prévus sont de 10 % pour les première, deuxième et quatrième étapes. La troisième étape a un délai de 20 %. La règle des trois kilomètres s'applique conformément au règlement UCI.

#### Classements et bonifications
Le classement général individuel au temps est calculé par le cumul des temps enregistrés dans chacune des étapes parcourues. Des bonifications et d'éventuelles pénalisations sont incluses dans le calcul du classement. Le coureur qui est premier de ce classement est porteur du maillot jaune. En cas d'égalité au temps, les centièmes de secondes du contre-la-montre sont pris en considération. En cas de nouvelle égalité, la somme des places obtenues sur chaque étape départage les concurrentes.
Des bonifications sont attribuées dans cette épreuve. Les étapes attribuent 10, 6 et 4 secondes aux trois premières. Des sprints intermédiaires donnent trois, deux et une seconde de bonifications aux trois premières.

##### Classement par points
Le maillot vert, récompense le classement par points. Celui-ci se calcule selon le classement lors des arrivées d'étape.
Les étapes en ligne attribuent aux six premières des points selon le décompte suivant : 7, 5, 4, 3, 2 et 1. Les sprints intermédiaires attribuent : 4, 3, 2 et 1 point aux quatre premières. En cas d'égalité, les coureurs sont prioritairement départagés par le nombre de victoires d'étapes puis nombre de victoires lors des sprints intermédiaires. Si l'égalité persiste, la place obtenue au classement général entrent en compte. Pour être classé, un coureur doit avoir terminé la course dans les délais.

##### Classement de la montagne
Le maillot blanc à pois rouge, récompense le classement de la montagne. Les monts  attribuent 4, 3, 2 et 1 point aux quatre premières. En cas d'égalité, le nombre de première places sur les grand prix des monts sont décomptés. Si l'égalité persiste, la place obtenue au classement général entrent en compte.

##### Classement de la meilleure jeune
Le classement de la meilleure jeune ne concerne qu'une certaine catégorie de coureuses, celles étant âgées de moins de 23 ans. C'est-à-dire aux coureuses nées après le 1er janvier 1999. Ce classement, basé sur le classement général, attribue au premier un maillot blanc.

##### Classement de la meilleure Norvégienne
Le classement de la meilleure Norvégienne ne concerne qu'une certaine catégorie de coureuses, celles de nationalité norvégienne. Ce classement, basé sur le classement général, attribue au premier un maillot avec un drapeau norvégien dessus. Il est facultatif.

##### Classement de la meilleure équipe
Le temps au classement général des trois meilleures coureuses de chaque équipe est additionné. En cas d'égalité, les places des trois meilleures coureuses de chaque équipe sont additionnées.

##### Répartition des maillots
Chaque coureuse en tête d'un classement est porteuse du maillot ou du dossard distinctif correspondant. Cependant, dans le cas où une coureuse dominerait plusieurs classements, celle-ci ne porte qu'un seul maillot distinctif, selon une priorité de classements. Le classement général au temps est le classement prioritaire, suivi du classement par points, du classement de la montagne, du classement de la meilleure jeune et de celui de la meilleure Norvégienne. Si ce cas de figure se produit, le maillot correspondant au classement annexe de priorité inférieure n'est pas porté par celui qui domine ce classement mais par son deuxième.

#### Primes
Les étapes en ligne, permettent de remporter les primes suivantes:
| Position | 1er   | 2e    | 3e    | 4e    | 5e    | 6e    | 7e    | 8e    | 9e    | 10e   |
| Prix     | 735 € | 440 € | 310 € | 280 € | 265 € | 240 € | 200 € | 170 € | 170 € | 170 € |

En sus, les coureuses placées de la 11e à la 15e place gagnent 110 €, celles de la 16e à la 20e place gagnent 80 €.
Le classement général final attribue les sommes suivantes :
| Position | 1er   | 2e    | 3e    | 4e    | 5e    | 6e    | 7e    | 8e    | 9e    | 10e   |
| Prix     | 588 € | 352 € | 248 € | 224 € | 212 € | 192 € | 160 € | 136 € | 136 € | 136 € |

En sus, les coureuses placées de la 11e à la 15e place gagnent 88 €, celles de la 16e à la 20e place gagnent 64 €.

#### Prix
Les classements par points, de la montagne, de la meilleure jeune, de la meilleure Norvégienne et de la meilleure équipe attribue 300 € à son vainqueur.